# Bleamoss Beck
Der Bleamoss Beck ist ein Fluss im Lake District, Cumbria, England. Der Bleamoss Beck entsteht als Abfluss des Blea Tarn an dessen südlichem Ende und fließt dann in südlicher Richtung bis zu seiner Mündung in den River Brathay.